# Automotodrom Grobnik
Automotodrom Grobnik je motociklistička staza blizu grada Rijeka na području Grobničkog polja u sjeverozapadnoj Hrvatskoj. Staza je za utrke otvorena 17. rujna 1978. godine, kada je održana i prva utrka - kalendarom FIM-e posljednja Grand Prix utrka Svjetskog prvenstva 1978. godine. Do 1990. odvoženo je 13 moto utrka za prvenstvo svijeta.

## Opis
Staza zadovoljava stroge propise i zahtjeve FIA-e i FIM-a.
Dužina staze je 4168 metara. Ukupno ima 15 zavoja. Razlika u visini iznosi 22 metara.
Prvi pobjednici grobničke staze bili su Ricardo Tormo (50 ccm, Španjolska, Bultaco), Angel Nieto (125 ccm, Španjolska, Minarelli) te dvostruki slavodobitnik Greg Hansford (250 i 350 ccm, Austrija, Kawasaki), koji je postavio i prvi, apsolutni rekord staze od 153,110 km/h

### Utrke Svjetskog prvenstva
| Razdoblje               | Natjecanje                                                                                           | Klasa | Broj utrka |
| ----------------------- | --- | ----- | ---------- |
| 1978. – 90. (13)        | Svjetsko prvenstvo u motociklizmu (Velika nagrada Jugoslavije)                                       | 50cc  | 6          |
| 1978. – 90. (13)        | Svjetsko prvenstvo u motociklizmu (Velika nagrada Jugoslavije)                                       | 80cc  | 7          |
| 1978. – 90. (13)        | Svjetsko prvenstvo u motociklizmu (Velika nagrada Jugoslavije)                                       | 125cc | 13         |
| 1978. – 90. (13)        | Svjetsko prvenstvo u motociklizmu (Velika nagrada Jugoslavije)                                       | 250cc | 13         |
| 1978. – 90. (13)        | Svjetsko prvenstvo u motociklizmu (Velika nagrada Jugoslavije)                                       | 350cc | 6          |
| 1978. – 90. (13)        | Svjetsko prvenstvo u motociklizmu (Velika nagrada Jugoslavije)                                       | 500cc | 13         |
| 1980.- 2005. – 17. (17) | Svjetsko prvenstvo za motocikle s prikolicom (Svjetsko prvenstvo za motocikle s prikolicom - Rijeka) |       |            |

#### Utrke Svjetskog prvenstva za motocikle s prikolicom
Grobnik je jedna od samo pet svjetskih staza na kojima se voze FIM GP utrke Super Side prvenstva, svjetskog prvenstva za motocikle s prikolicom. Ta utrka je trenutno najviše rangirano oktansko natjecanje na Automotodromu Grobniku. Organizira ju Moto klub Kvarner.

### Apsolutni rekordi staze
| Tip vozila                 | Vrijeme      | Vozač                                       |
| -------------------------- | ------------ | ------------------------------------------- |
| Motocikl                   |              |                                             |
|                            |              |                                             |
| Motocikl s prikolicom      | 1:30,301     | Ben Birchall & Thomas Birchall (Yamaha LCR) |
| Motocikl s prikolicom      | 166,164 km/h | Ben Birchall & Thomas Birchall (Yamaha LCR) |
| Formula                    | 1:17,526     | Paolo Brajnik (Dallara F 317)               |
| Formula                    |              | Paolo Brajnik (Dallara F 317)               |
| Turistička sportska vozila | 1:22,718     | Marcin Jedlinski (Audi R8 GT3)              |
| Turistička sportska vozila | 181,397 km/h | Marcin Jedlinski (Audi R8 GT3)              |
| NASCAR                     |              |                                             |
|                            |              |                                             |

## Vanjske poveznice

### Sestrinski projekti
|  | Zajednički poslužitelj ima još gradiva o temi Automotodrom Grobnik |

### Mrežna sjedišta
- Službena stranica Automotodroma Grobnik